# BIND
BIND (Berkeley Internet Name Domain, in precedenza Berkeley Internet Name Daemon) è il server DNS più usato su Internet, specialmente sui sistemi Unix e derivati, sui quali è lo standard di fatto.
BIND è stato creato da Paul Vixie nel 1988 mentre lavorava per DEC, e oggi viene mantenuto dall'Internet Software Consortium (ISC).
Come Sendmail, FTP e altri sistemi risalenti al periodo più permissivo di Internet, BIND si è rivelato fonte di diversi problemi di sicurezza, che sono stati tra i motivi che hanno portato alla sua completa riscrittura. La nuova versione (BIND9) ha un'architettura completamente rivista, ed è compatibile con le evoluzioni del protocollo DNS, oltre a incorporare nuove funzionalità come estensioni per la sicurezza (DNSSEC, TSIG), compatibilità con IPv6 e supporto per i sistemi multiprocessore.